# Bruce Willis
Walter Bruce Willis (Baumholder, Idar-Oberstein, NSZK, 1955. március 19. –) Golden Globe- és kétszeres Primetime Emmy-díjas, visszavonult amerikai színész és énekes.
Az 1980-as évek végén vált ismertté, s azóta hollywoodi karriert futott be első számú sztárként és karakteres mellékszereplőként is; legismertebb szerepe John McClane a Die Hard-filmekből. Több zenei albumot jelentetett meg és feltűnt televíziós sorozatokban is. Filmográfiája több mint hatvan címet számlál, közöttük is olyan jól ismert, nagy sikerű produkciókat, mint a Ponyvaregény, Az ötödik elem, az Armageddon és a Hatodik érzék. Állandó magyar hangja Dörner György.
A filmek, melyekben Willis szerepelt, az észak-amerikai mozipénztáraknál 2,64 / 3,05 milliárd dollárt hoztak, amivel főszereplőként a kilencedik legnagyobb bevételt elérő színész, kisebb szerepeit is számlálva pedig a tizenkettedik.
1987 és 2000 között Demi Moore színésznő házastársa volt, három lányuk született. A nyilvánosság előtt gyakran ad hangot az amerikai hadsereg iránt érzett rokonszenvének. 2022-ben afázia miatt visszavonult a színészettől.

## Élete

### Fiatalkora
Bruce Willis egy németországi amerikai katonai bázison született Idar-Obersteinben, David Willis amerikai katona apától és Marlene Willis banki dolgozó német anyától, a legidősebbként négy gyermek közül (testvérei Florence, David és Robert). Miután 1957-ben leszerelt a seregből, apja hazament Penns Grove-ba, New Jersey-be családjával együtt, s hegesztőként, illetve gyári munkásként dolgozott. Bruce tizenéves volt, mikor 1972-ben szülei különváltak. Fiatalkorában gyakran eljárt otthonról, de dadogása is elkísérte. A Penns Grove High School diákja volt, lakóhelyén. Kifejezőeszközeként a színpadot találta meg, ahol könnyedén boldogult, levetkőzve dadogását is, s a középiskolában drámaszakkörbe is járt, illetve az iskolai tanács elnöki posztját is betöltötte.
A további tanulmányok helyett apja nyomdokaiba lépett, s maga is fizikai dolgozó lett, biztonsági őrként kapott állást, s munkáscsoportokat is szállított a DuPont Chambers Works gyárnál Deepwaterben, New Jerseyben. Miután egy kollégáját megölték munka közben, úgy döntött, kilép, s ezt követően különböző bárok visszatérő vendége lett. Megtanult harmonikázni és csatlakozott a Loose Goose nevezetű R&B bandához. Egy ideig magánnyomozóként tevékenykedett, majd visszatért a színészethez. Beiratkozott a Montclair State University drámaprogramjára, ahol beválasztották a Macska a forró bádogtetőn egyik szerepére, azonban már első évében hátrahagyta az iskolát, s New Yorkba költözött.
Willis visszatért a bárokba, azonban ezúttal csak egy részidős munka miatt. Számtalan meghallgatás után végül szerepet kapott a színpadon a Heaven and Earth című produkcióban. További tapasztalatra és reflektorfényre a Miami Vice televíziós sorozat egy epizódjában és a Levi's reklámjában tett szert.

### Karrierje
Willis New Yorkból Kalifornia felé vette az irányt, hogy eljusson több televíziós sorozat meghallgatására. Háromezer színész közül választották ki A simlis és a szende férfi főszerepére; David Addison Jr. karaktere komikus színészként alapozta meg nevét, több díjhoz is hozzásegítette, míg öt évad után véget nem ért. A széria népszerűségi csúcspontján a Seagram italgyártó cég felkérte a Golden Wine Cooler elnevezésű produktumuk reklámarcának. Az emlékezetes kampány öt- és hétmillió dollár közötti összeghez juttatta hozzá a feltörekvő filmcsillagot két év alatt. Mindennek ellenére Willis úgy döntött, nem újítja meg szerződését a céggel, mikor 1988-ban leállt az alkoholfogyasztással. Első komoly filmszerepe az 1987-es Blake Edwards-vígjátékban, a Nem látni és megszeretniben volt Kim Basinger oldalán. Mégis, egy akkoriban váratlan pálfordulás hozta meg számára világszerte az áttörést: a Drágán add az életed!, amiben maga vitt véghez több kaszkadőrjelenetet is, összesen 138 millió dollárt hozott a jegypénztáraknál. E sikernek köszönhetően az akciófilm még négy folytatást szült, melyeknek legutóbbi darabja, a Die Hard 5 2013 elején került a mozikba. Még a '80-as évek végén Willis Golden Globe-jelölést kapott Az ellenség földjénben nyújtott alakításáért, s hangját szolgáltatta a Nicsak, ki beszél! kisgyermek-szereplőjének.
A '80-as évek végén Willis mérsékelt sikereket élvezett mint énekes. A The Return of Bruno című pop-blues lemezén szerepelt a kislemezként kelendővé vált "Respect Yourself" című dal, amit egy Spinal Taphez hasonló „rockumentumfilm”-paródiával népszerűsített, melyben ő volt látható jelenetekben, amint híres eseményeken, köztük Woodstockban lép fel. A következő albumai már kevésbé voltak népszerűek, ám Willis még mindig vissza-visszatér a stúdióba alkalmanként.

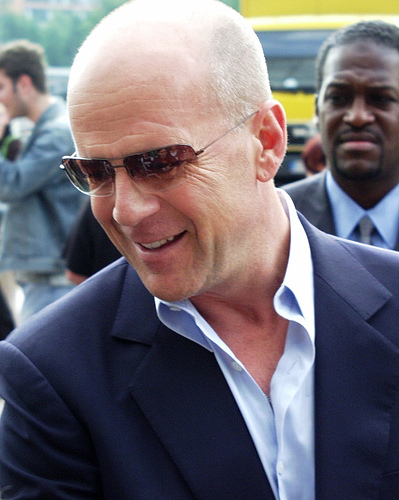
Willis a Túl a sövényen németországi premierjén, 2006. június 28-án.

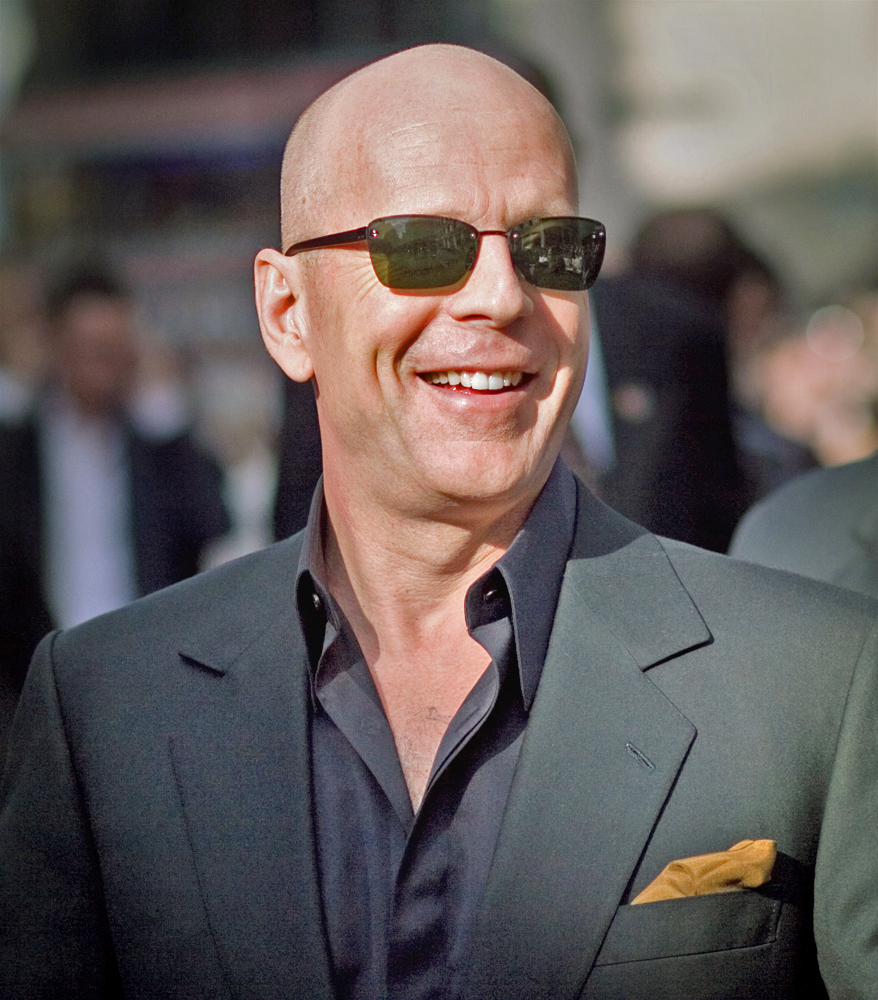
Willis a Legdrágább az életed londoni premierjén, 2007-ben.

A '90-es évek elején karrierje kisebb gödörbe ért, amikor olyan bukásokat kellett elkönyvelnie, mint a Hiúságok máglyája, az Árral szemben, a Hudson Hawk – Egy mestertolvaj aranyat ér, aminek társ-forgatókönyvírója is volt, vagy Az éj színe című erotikus thriller, amit a kritika rendkívül rosszul fogadott, de videón később népszerűnek bizonyult. 1994-ben azonban szerepet kapott Quentin Tarantino széles körben dicsért filmjében, a Ponyvaregényben, ami új löketet adott pályájának. 1996-ban produceri kezei alól került ki a Bruno the Kid című rajzfilm, amiben CGI-mása volt látható. A kilencvenes évek közepén főszerepet játszott olyan sikerfilmekben, mint a 12 majom és Az ötödik elem, de az évtized végére karrierje ismét leült, mikor A Sakál, A kód neve: Merkúr és a Bajnokok reggelije került a mozikba; egyedül az Armageddon részesült a közönség kitüntetett figyelmében: Michael Bay rendezése 1998 legtöbb pénzt hozó filmje lett. 1999-ben Willis karrierje legnagyobb sikerének örvendett M. Night Shyamalan Hatodik érzék című thrillerének főszerepével; a film iránt kritikusok és nézők egyaránt lelkesedtek. Három rész erejéig meg kellett jelennie a Jóbarátok című sorozatban gázsi nélkül, mivel elvesztett egy fogadást, amit Matthew Perryvel, Bérgyilkos a szomszédom-beli partnerével kötött. Alakításáért Emmy-díjat kapott mint a legjobb vendégszereplő vígjátéksorozatban, és Golden Globe-díjra is jelölték. A 2001-es Ocean's Eleven című filmben eredetileg ő játszotta volna Terry Benedict szerepét, ám végül kiszállt a produkcióból, hogy egy albumán dolgozhasson. A film 2004-ben bemutatott folytatásában ugyanakkor feltűnik egy kisebb szerepben, méghozzá saját magát alakítva. 2007-ben szintén sok mellék- vagy kisebb szerep várt rá, például Robert Rodríguez Terrorbolygójában, de hosszú idő óta először igazi sikernek is örvendhetett főszereplőként a Die Hard 4. premierjével. Közelmúltbeli főszerepeivel azonban, a Hasonmás'sal és a Két kopperrel csak mérsékelt eredményeket ért el.
Willis karrierje során több alkalommal is vendégeskedett a The Late Show with David Letterman című talkshow-ban. A 2003. február 26-i adásban Lettermant is helyettesítette, mikor valójában meghívottként vett részt a műsorban. Interjút készített Dan Rather televíziós személyiséggel, amit később élete legkomolyabb beszélgetésének nevezett. Minden alkalommal előre eltervezett viccekkel szórakoztatta a műsorvezetőt és a közönséget: egy ízben tetőtől talpig narancssárga öltözékben jelent meg, míg máskor megkísérelte megdönteni a víz alatt maradás rekordját (parodizálva David Blaine-t), ami 20 másodpercesre sikeredett végül.
Willis négy filmben szerepelt együtt Samuel L. Jacksonnal (Ponyvaregény, Die Hard 3., A sebezhetetlen, Üveg), a 2005-ös Túszdrámában pedig saját lánya, Rumer alakította a főhős gyermekét.
12 év után, 2007-ben újra eljátszotta emblematikus szerepét, John McLane-t a Die Hard 4.0 – Legdrágább az életed című filmben, majd ismét 2013-ban a Die Hard 5. – Drágább, mint az életedben, aminek egy részét Budapesten forgatták. Már a negyedik rész kapcsán is felmerültek fanyalgások, de igazán az ötödik rész volt az, amit a kritika és sok néző is lehúzott.
Ismertebb filmjei voltak még a Sin City – A bűn városa és folytatása, a Sin City: Ölni tudnál érte, a RED és a RED 2., a Vadidegen, a Grindhouse – Terrorbolygó, a Hasonmás, a Két kopper, a G.I. Joe: Megtorlás, az The Expendables – A feláldozhatók, a The Expendables – A feláldozhatók 2., és a Looper – A jövő gyilkosa. Animációs filmekben is szinkronizált, mint a Túl a sövényenben vagy A Lego-kaland 2.-ben.
A 2010-es évek végére egyre-másra tűnt fel alacsonyabb színvonalú filmekben, volt ahol csak húzónév volt, míg a filmben mindössze egy rövidebb mellékszerepe volt. 2021-ben már összesen nyolc ilyen filmje is volt, ezért ennek okán a 2022-es Arany Málna díjak kategóriájában létrehozták a „Bruce Willis legrosszabb alakítása 2021-ben” címűt. Karrierjének eme mélyrepülését részben több mozifilmje kudarcával (Red 2., Die Hard – Drágább, mint az életed), részben az olyan középkategóriás filmek eltűnésével magyarázták, amikben ő is szerepelt (16 utca, Túszdráma). Volt, hogy a gázsi miatt nem tudott sikeresebb filmek készítőivel megegyezni, emiatt kiesett a film szereplői közül, az időközben teret nyert képregényes és egyéb franchise-okban pedig szintén nemigen foglalkoztatták. Később olyan szerződéseket kötött kisebb stúdiókkal, amik több filmre szóltak, ezért nem is volt más választása, mint ezen stúdiók kisköltségvetésű filmjeiben szerepelni.
2022. március 30-án a színész lánya, Rumer Willis közleményében tudatta, hogy apja afázia miatt abbahagyja a színészi karrierjét. A hír után az Arany Málna díját is visszavonták. Ezek után felmerült, hogy a kisköltségvetésű filmek készítői visszaéltek Willis betegségével, és úgy szerepeltették a filmjeikben, hogy azt sem tudta, mit csinál éppen. 2023 februárjában demenciát is diagnosztizáltak nála.

### Magánélete
Willis a Zsarulesen című film premierjén találkozott Demi Moore-ral, aki akkoriban Emilio Estevez párja volt. 1987. november 21-én feleségül vette a színésznőt, s a 2000. október 18-án bekövetkezett válásukig három lányuk született: Rumer Glenn Willis (1988), Scout LaRue Willis (1991) és Tallulah Belle Willis (1994), akikre közös felügyeletük van. A pár nem adott nyilvánosan magyarázatot arra, miért váltak el. Willis így kommentálta a dolgot: „Úgy éreztem, megbuktam apaként és férjként, mivel nem voltam képes működővé tenni a dolgot”. Szakításukat követően felmerültek olyan pletykák, hogy újraházasodásra készülnének, ám Moore időközben hozzáment Ashton Kutcher színészhez. Willis továbbra is közeli kapcsolatban áll Moore-ral, volt felesége újabb esküvőjén is részt vett. A válás óta eltelt idő alatt találkozgatott Maria Bravo Rosadóval és Emily Sandberggel, s eljegyezte Brooke Burnst, akivel végül tíz hónapig tartó kapcsolat után szakított, 2004-ben. Willis ezt követően Tamara Witmer és Karen McDougal Playboy Playmate-ek társaságában tűnt fel különböző alkalmakkor. A színész kifejezésre juttatta, hogy szívesen házasodna ismét és vállalna újabb gyerekeket. 2009. március 21-én Willis feleségül vette Emma Heming fotómodellt a Karib-térségben található magánszigetén; 2008 januárjában mutatkoztak először hivatalosan is együtt. A vendégek közt volt Demi Moore és Ashton Kutcher, a gyerekek, Rumer, Scout és Tallulah Belle, valamint Madonna is. A polgári esküvőre Los Angelesben került sor hat nappal később. 2 kislányuk született: Mabel Ray (2012) és Evelyn Penn (2014).
Willis lutheránus volt, azonban már nem gyakorolja a vallást. Ezt az 1998 júliusi George magazinnak mondott szavai támasztják alá:
A szervezett vallások úgy általában, véleményem szerint, kihalóban lévő formák. Mind nagyon fontosak voltak akkor, mikor nem tudtuk, miért mozog a Nap, miért változik az időjárás, miért keletkeznek hurrikánok, vagy miért törnek ki a vulkánok. A modern vallás a modern mitológia végútja. De vannak emberek, akik szó szerint értelmezik a Bibliát. Szó szerint! Én azt választottam, hogy nem hiszem, ez a megfelelő út. És ez az, ami Amerikát királlyá teszi, tudja?
2006 elején Willis, aki többnyire Los Angelesben él, lakást vásárolt a New Yorkban található Trump Towerben. Otthona van továbbá Malibuban, egy ranche Montanában, egy tengerparti háza Parrot Cayen, a Turks- és Caicos-szigetek egyikén és több tulajdona Sun Valleyben, Idahóban. Willis saját produkciós cége a Cheyenne Enterprises, amit üzlettársával, Arnold Rifkinnel alapított 2000-ben. További kisebb vállalkozásai vannak Hailey-ben, Idaho államban, köztük a The Mint Bar és a The Liberty Theater. Társalapítója a Planet Hollywood étteremláncnak Arnold Schwarzeneggerrel és Sylvester Stallonéval. Yorkshire terrier kutyáját Wolf Fishbeinnek („Wolfie”) hívja, Woody Allen Bűnök és vétkek című filmjének egyik szereplője után.

### Politikai nézetei
2007-ben Willis úgy nyilatkozott, nem pártfogója az iraki háborúnak, de „támogatja azon fiatal férfiakat és nőket, akik odaát vannak és részt vesznek a háborúban.” Minden republikánus elnökjelöltről jó véleménnyel volt, Bob Dole kivételével, mert Dole kritizálta Demi Moore-t a Sztriptíz (1996) című filmben való szerepe miatt. Meghívott szónoka volt a 2000-es Nemzeti Republikánus Gyűlésnek, s támogatta a fegyvertartást. 2006 februárjában megjelent Manhattanben, hogy új filmjéről, a 16 utcáról beszéljen a riportereknek. Egy újságíró megkísérelte megkérdezni, mi a véleménye az akkor folyó eseményekről, azonban a színész félbeszakította:
Elegem van már ebből a kibaszott kérdésből. Csak annyira vagyok republikánus, hogy kisebb kormányzatot akarok, kevesebb kormányzati tolakodást akarok. Azt akarom, hogy álljanak le a szarozással az én pénzemen és a maga pénzén és az adófizetők dollárjain, amiből 50%-ot kapnak…minden évben. Azt akarom, hogy anyagilag felelősek legyenek és ezeket az istenverte lobbistákat Washingtonon kívül akarom látni. Tegyék ezt meg, s akkor majd azt mondom, republikánus vagyok… Ki nem állhatom a kormányzatot, világos? Apolitikus vagyok. Írja ezt le. Nem vagyok republikánus.
Több 2007 júniusi interjúban is kinyilvánította, hogy továbbra is fenntart magának egyes republikánus nézeteket, de jelenleg független. A Vanity Fairben Willis azt mondta, szkeptikus afelől, hogy Lee Harvey Oswald egymaga vitte véghez a John F. Kennedy-merényletet, s célzott rá, hogy bizonyos személyek, akiknek közük volt a gyilkossághoz, ma is hatalmon vannak. 2006-ban úgy nyilatkozott, szerinte az Egyesült Államoknak meg kellene szállnia Kolumbiát a kábítószer-kereskedelem megfékezése érdekében. Az USA Weekend oldalairól kiderül, Willis támogatná a magas fizetést a tanárok számára, s csalódott az USA nevelőszülői rendszerét és az amerikai őslakosokkal való bánásmódját illetően. Kijelentette azt is, hogy nagy támogatója a fegyverekhez fűződő jogoknak:
Mindenkinek joga van a fegyverviseléshez. Ha elveszik a fegyvereket a legális árusoktól, akkor csak a rosszfiúknak lesz fegyvere.
Noha pacifista, állítja, hogy hajlamos lenne az erőszakra, ha valaki megpróbálná megölni. „Harcolnod kell az életedért” – mondja.

### Érdeklődése a hadviselés iránt

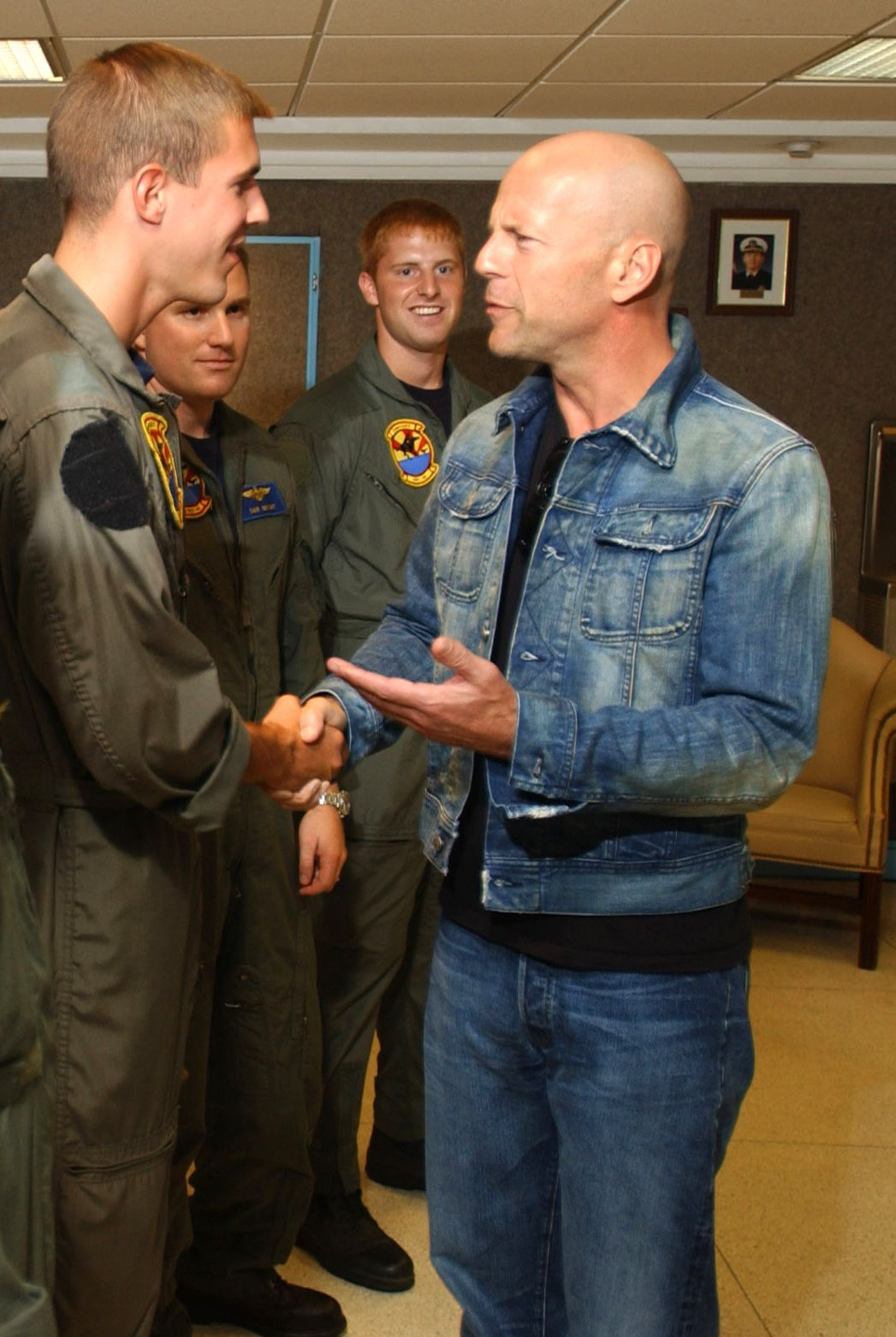
Bruce Willis a haditengerészet tagjait üdvözli 2002. július 25-én

Pályája folyamán Willis több filmben is katona szerepét játszotta, így a Szükségállapotban, a Hart háborújában, A Nap könnyeiben és a Terrorbolygóban. Lévén katonacsaládban nőtt fel, Willis nyilvánosan támogatja az Egyesült Államok haderejét. 2002-ben legfiatalabb lánya, Tallulah azt ajánlotta neki, vegyen sütiket a cserkészlányoktól, hogy elküldhessék a katonáknak. Willis 12 ezer doboz süteményt vásárolt, amit a USS John F. Kennedy fedélzetén szolgálatot teljesítő tengerészek és más, az akkoriban a Közel-Keleten állomásozó katonák kaptak meg. 2003-ban a színész ellátogatott Irakba az amerikai katonákat világszerte támogató USO szervezésében, s a The Accelerators nevű együttesével koncertet adott a hadsereg tagjainak. Hivatalos katonai személyek jelentései szerint Willis megpróbált belépni a seregbe, hogy segítsen a harcokban a második iraki háborúban, de elutasították a kora miatt. Egy szóbeszéd szerint egymillió dollárt ajánlott fel bármely állampolgárnak, aki feladja Oszáma bin Láden, Ajmán az-Zaváhirí vagy (a most már néhai) Abu Muszab az-Zarkávi terrorista vezetőket, azonban később a Vanity Fair 2007 júniusi számában tisztázta, hogy mindezt feltételesnek vélte, s nem szó szerint értendő. Ugyanekkor kritikával illette a médiát a háborúról való tudósításuk miatt. Panasza szerint a sajtó többnyire csak a negatív aspektusokra fókuszált:
Azért mentem Irakba, mert akiket ott láttam, mikor odaát voltam, katonák – nagyrészt fiatal kölykök –, akik az iraki embereknek segítenek; segítenek visszakapcsolni az áramot, kinyitni a kórházakat, visszavezetni a vizet, de ezekről nem hallani semmit a híradásokban. Csak azt, hogy 'X főt öltek meg a mai nap folyamán,' ami szerintem hatalmas kárt okoz. Ez olyan, mintha leköpnénk ezeket a fiatal férfiakat és nőket, akik odaát harcolnak, hogy segítsenek ezen az országon.
Willis elmondta, szeretne „csinálni egy háború melletti filmet, amiben az amerikai katonák a szabadság és a demokrácia bátor harcosaiként jelennek meg”. A film az Első zászlóalj, 24. gyalogság tagjait követné nyomon, akik számottevő időt töltöttek Moszulban, s ezért jelentős kitüntetésekben részesültek. A filmet Michael Yon blogger, az Egyesült Államok Hadseregének Különleges Alakulatának zöldsapkásának írásaira alapozná, aki tagja volt az alakulatnak és állandó jelentéseket küldött tevékenységeikről. Willis így írja le a film történetét, „ezek a fiúk azt teszik, amire felkérték őket, nagyon kevés pénzért; védelmezik és harcolnak azért, amiről úgy vélik, a szabadság.”

## Diszkográfia
- 1987 – Respect Yourself
- 1987 – The Return Of Bruno
- 1990 – Bruno

## Díjai

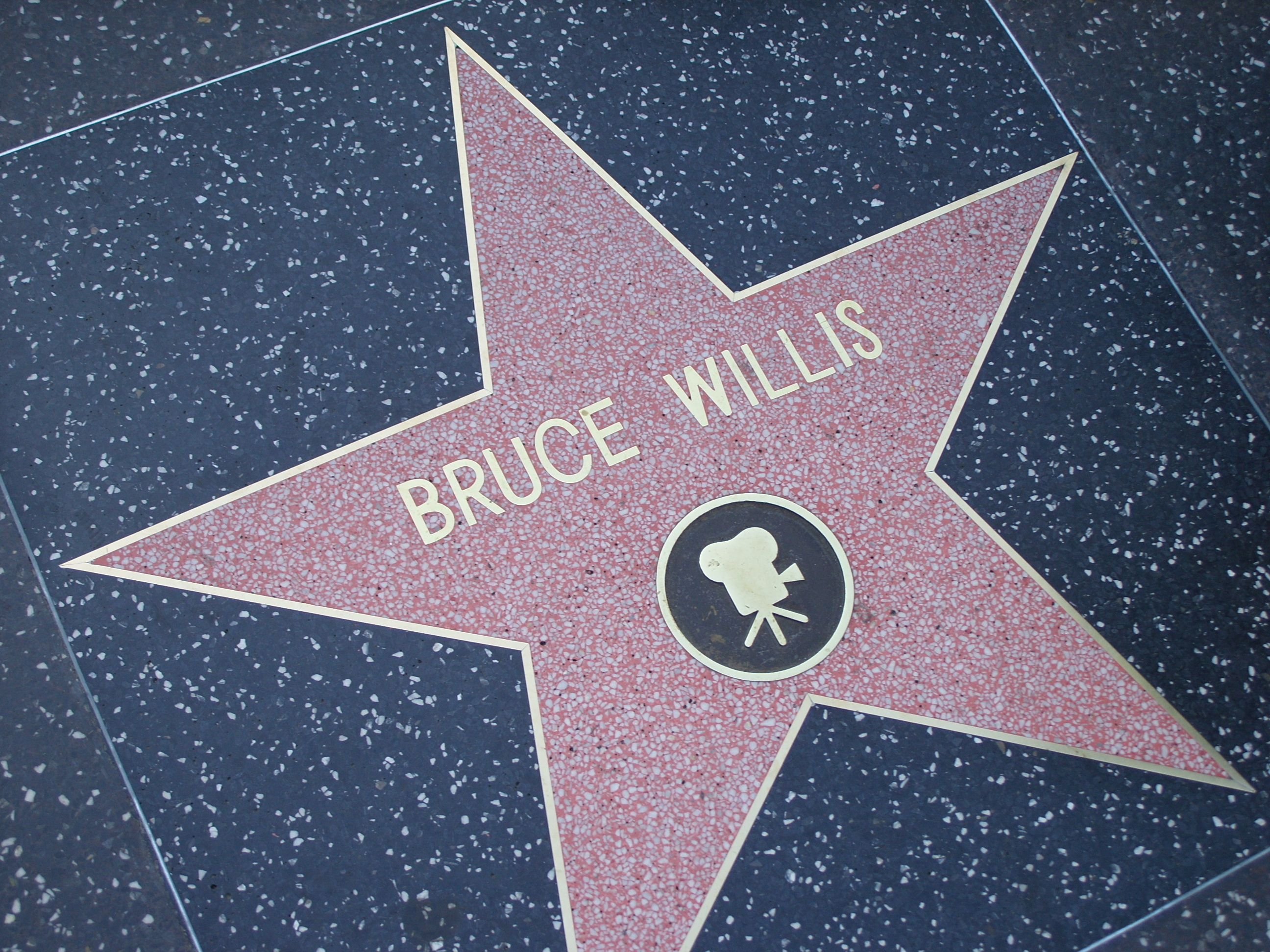
Bruce Willis csillaga a Hollywood Walk of Fame-en

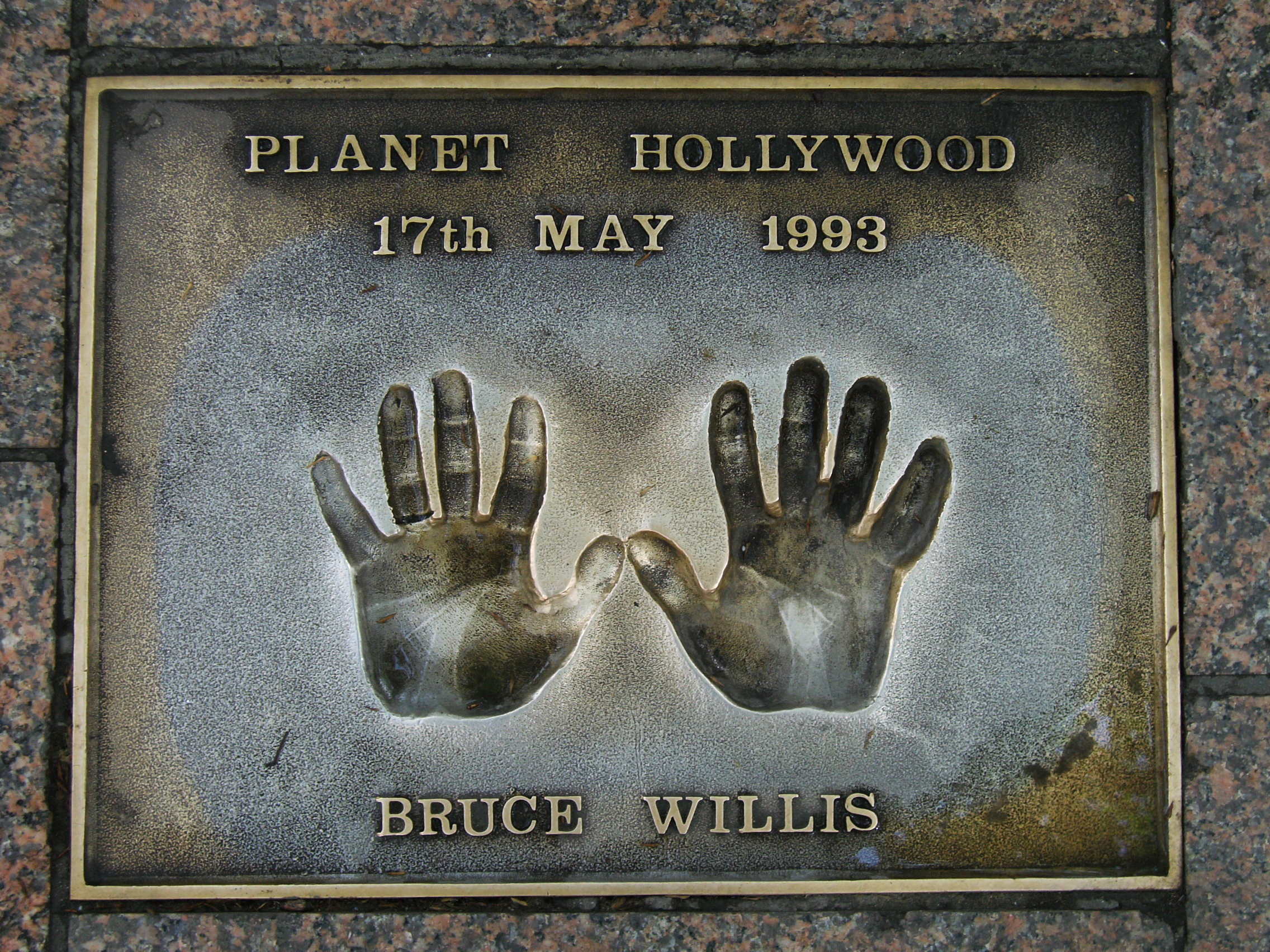
Bruce Willis kézlenyomata Londonban, a Leichester téren

- Arany Málna díj

2022 : „Bruce Willis legrosszabb alakítása egy 2021-es filmben” (Kozmikus bűn)
1999 : legrosszabb férfi főszereplő (Armageddon, A kód neve: Merkúr, Szükségállapot)
1992 : legrosszabb forgatókönyv (Hudson Hawk – Egy mestertolvaj aranyat ér)
- Blockbuster Entertainment Awards

2000 : kedvenc színész – thriller (Hatodik érzék)
1999 : kedvenc színész – sci-fi (Armageddon)
1999 : kedvenc mellékszereplő színész – thriller (Szükségállapot)
- Emmy-díj

2000 : legjobb vendégszereplő színész vígjátéksorozatban (Jóbarátok)
1987 : legjobb színész drámasorozatban (A simlis és a szende)
- Golden Globe-díj

1987 : legjobb színész televíziós sorozatban – vígjáték/musical (A simlis és a szende)
- People's Choice Awards, USA

2000 : kedvenc filmsztár – dráma
1986 : kedvenc férfi előadó televíziós műsorban